# Championnats de France d'athlétisme 1929
Navigation
Championnats 1928 Championnats 1930
Les Championnats de France d'athlétisme 1929 ont eu lieu les 6 et 7 juillet 1929 au Stade Yves-du-Manoir de Colombes. Les épreuves féminines se sont déroulées les 29 et 30 juin 1929 à Saint-Maur-des-Fossés.

## Palmarès
| Discipline        | Hommes            | Hommes        | Femmes            | Femmes       |
| ----------------- | ----------------- | ------------- | ----------------- | ------------ |
| 80 m              | -                 | -             | Georgette Gagneux | 10 s 4       |
| 100 m             | Gilbert Auvergne  | 10 s 8        | -                 | -            |
| 200 m             | André Mourlon     | 21 s 8        | Lucienne Velu     | 27 s 0       |
| 400 m             | Marcel Moulines   | 48 s 8        | -                 | -            |
| 800 m             | Séraphin Martin   | 1 min 54 s 6  | -                 | -            |
| 1 000 m           | -                 | -             | Lucienne Tostain  | 3 min 22 s 0 |
| 1 500 m           | Jules Ladoumègue  | 4 min 1 s 6   | -                 | -            |
| 5 000 m           | Robert Marchal    | 15 min 07 s 6 | -                 | -            |
| 10 000 m          | Emile Chapuis     | 32 min 01 s 0 | -                 | -            |
| 80 m haies        | -                 | -             | Davisseau         | 13 s 8       |
| 110 m haies       | Gabriel Sempé     | 15 s 2        | -                 | -            |
| 400 m haies       | Roger Viel        | 55 s 6        | -                 | -            |
| 3 000 m steeple   | Henri Dartigues   | 9 min 33 s 4  | -                 | -            |
| 20 km marche      | Georges Lemercier |               | -                 | -            |
| Saut en longueur  | Charles Alzieu    | 7,00 m        | Georgette Gagneux | 5,35 m       |
| Saut en hauteur   | Claude Ménard     | 1,85 m        | Hélène Hummel     | 1,40 m       |
| Saut à la perche  | Pierre Ramadier   | 3,60 m        | -                 | -            |
| Lancer du poids   | Jules Noël        | 13,96 m       | Georgette Gagneux | 9,98 m       |
| Lancer du disque  | Jules Noël        | 46,35 m       | Lucienne Velu     | 33,37 m      |
| Lancer du marteau | Louis Raimbourg   | 42,10 m       | -                 | -            |
| Lancer du javelot | Laurent Simon     | 52,84 m       | Simone Warnier    | 30,22 m      |
| Décathlon         | Marcel Mardel     | 6 224,34 pts  | -                 | -            |